# Дисово пролеће
Дисово пролеће је манифестација која се одржава у Чачку од 1964. године у континуитету и названо је по Владиславу Петковићу Дису.

## О манифестацији
Заштитни знак културе Чачка је манифестација Дисово пролеће, која се у овом граду одржава у континуитету од 1964. године. Дисово пролеће носи име познатог српског песника Владислава Петковића Диса (1880—1917), који је рођен у Заблаћу поред Чачка. Манифестација је годишњег је карактера и одржава се у Чачку и околини од 10. марта (датум рођења Диса) до краја маја. Министарство за културу и информисање Републике Србије претходних година редовно је подржавало пројекте из којих се додатно финансирају активности и програми Дисових пролећа.

### Историјат
Највећа имена српског песништва гостовала су за претходних четрдесет и више година у Чачку и понела престижно Дисово признање, које је првобитно било формулисано као Гост Дисовог пролећа, а од 1999. године то је Дисова награда. Поред главне награде за животно дело, Дисово пролеће подстиче и стваралаштво младих, па сваке године награђује најбољи рукопис за необјављену збирку песама аутора старости до 31 године (награда Млади Дис). Узраст до 31 године узет је због тога што је сам Дис у својој 31. години живота објавио прву збирку песама Утопљене душе. Поред тога, Библиотека сваке године награђује прозне радове ученика на територији Моравичког округа, са темама које се тичу Диса и његовог стваралаштва, као и есеј о Дисовој поезији из пера студената, младих књижевних критичара и стваралаца и других.

### Ликовно стваралаштво
Дисово пролеће подстиче и ликовно стваралаштво. Библиотека са Домом културе у Чачку организује годишњу ликовну изложбу Пролећно анале и до сада је организовано 10 ликовних смотри. Поред тога, стимулише се научно-истраживачки рад организовањем научних скупова (о Дису 2000. године, Даница Марковић 2006), а млади се анимирају кроз атрактивне мултимедијалне садржаје (програм Дисовизија итд).

## Добитници награда
Многобројни су добитници Дисове награде и награде Млади Дис.

### Дисова награда
- Васко Попа (1965)
- Ристо Тошовић (1966)
- Вељко Петровић (1967)
- Десанка Максимовић (1968)
- Десимир Благојевић (1969)
- Александар Вучо (1970)
- Вито Марковић (1970)
- Оскар Давичо (1971)
- Душан Матић (1972)
- Милош Црњански (1973)
- Густав Крклец (1974)
- Скендер Куленовић (1975)
- Бранко В. Радичевић (1976)
- Душан Костић (1977)
- Блаже Конески (1978)
- Стеван Раичковић (1979)
- Јуре Каштелан (1980)
- Славко Вукосављевић (1981)
- Изет Сарајлић (1982)
- Александар Ристовић (1983)
- Цирил Злобец (1984)
- Борислав Радовић (1985)
- Весна Парун (1986)
- Радован Павловски (1987)
- Иван В. Лалић (1988)
- Љубомир Симовић (1989)
- Матија Бећковић (1990)
- Танасије Младеновић (1991)
- Алек Вукадиновић (1992)
- Јован Христић (1993)
- Милутин Петровић (1994)
- Милован Данојлић(1995)
- Миодраг Павловић (1996)
- Драган Колунџија (1997)
- Божидар Тимотијевић (1998)
- Бранислав Петровић (1999)
- Новица Тадић (2000)
- Милосав Тешић (2001)
- Мирослав Максимовић (2002)
- Душко Новаковић (2003)
- Радмила Лазић (2004)
- Војислав Карановић (2005)
- Слободан Зубановић (2006)
- Милан Ђорђевић (2007)
- Владимир Копицл (2008)
- Никола Вујчић (2009)
- Саша Јеленковић (2010)
- Живорад Недељковић (2011)
- Драган Јовановић Данилов (2012)
- 50. јубиларно Дисово пролеће – није додељена награда (2013)
- Ана Ристовић (2014)
- Саша Радојчић (2015)
- Томислав Маринковић (2016)

### Награда Млади Дис
- Бранислава Малтез (1979)
- Добривоје Робајац (1980)
- Миодраг Марковић (1982)
- Миладин Вукосављевић (1983)
- Невенка Мосић (1984)
- Ратко Марковић (1986)
- Радослав Вучковић (1988)
- Владимир Димитријевић (1989)
- Снежана Ковачевић (1990)
- Живорад Недељковић (1991)
- Живорад Котлајић (1991)
- Бранислав Чегањац (1991)
- Владета Коларевић (1992)
- Велиша Јоксимовић (1993)
- Милан Лукић (1994)
- Милен Алемпијевић (1995)
- Оливера Вуксановић (1996)
- Миодраг Рибић (1997)
- Бранко Крстић (1998)
- Јелена Радовановић (1999)
- Јован Поповић (2001)
- Јелена Марковић (2002)
- Озрен Петровић (2003)
- Александар Белић (2004)
- Јања Раонић (2005)
- Драган Радованчевић (2006)
- Милка Поповић (2007)
- Владимир Стојнић (2008)
- Бојан Васић (2009)
- Андрија Б. Ивановић (2010)
- Гордана Смуђа (2011)
- Мирко Јовановић (2012)
- Бојан Марковић (2013)
- Јана Алексић (2014)
- Маша Сеничић (2015)
- Огњен Обрадовић (2016)